# Montagrier
Montagrier là một xã của Pháp, nằm ở tỉnh Dordogne trong vùng Aquitaine của Pháp.
Montagrier có diện tích 14,04  km², dân số năm 2004 là 506 người.

## Thông tin nhân khẩu
| Năm    | 1962 | 1968 | 1975 | 1982 | 1990 | 1999 | 2004 |
| ------ | ---- | ---- | ---- | ---- | ---- | ---- | ---- |
| Dân số | 441  | 411  | 389  | 385  | 397  | 443  | 506  |